# Гован, Джеральд
Джеральд Гован (англ. Gerald Govan; род. 2 января 1942 года в Джерси-Сити, Нью-Джерси, США) — американский профессиональный баскетболист, который выступал в Американской баскетбольной ассоциации, отыграв в ней все девять сезонов её существования.

## Ранние годы
Джеральд Гован родился 2 января 1942 года в городе Джерси-Сити (штат Нью-Джерси), там посещал среднюю школу имени Генри Снайдера, в которой играл за местную баскетбольную команду.